# Marcel Toth
Marcel Toth (* 14. Juni 1989 in Wien) ist ein österreichischer Fußballspieler. Er spielt im zentralen Mittelfeld.

## Karriere

### Verein
Toth begann seine Karriere bei seinem Heimatverein SC Neusiedl am See, wo er alle Jugendmannschaften durchlief. Nachdem sich bald sein Talent herauskristallisiert hatte, wechselte er im Alter von 14 Jahren ins Bundesnachwuchszentrum Burgenland, ehe er im Alter von 17 Jahren wieder nach Neusiedl zurückkehrte und in den A-Kader aufgenommen wurde. 
Bereits in seiner ersten Spielzeit gelang ihm daraufhin der Durchbruch zum Stammspieler, ehe er in der Spielzeit 2007/08 unter seinem Vater Harald Toth, der zu Saisonbeginn als neuer Trainer vorgestellt wurde, mit 9 Toren in 27 Begegnungen zur zentralen Figur im Spiel der Neusiedler avancierte. 
Im Juli 2008 wechselte er daraufhin in die Bundesliga zum SK Rapid Wien, wo er einen Vertrag mit Laufzeit über drei Jahre unterzeichnete. Bei Rapid sollte er über die Amateurmannschaft langsam in die Profielf herangeführt werden, was jedoch mehrere verletzungsbedingte Ausfälle verhinderten. Nach lediglich 16 Ligaeinsätzen in zwei Spielzeiten für die Amateurmannschaft von Rapid, wurde Toth daraufhin an den frischgebackenen Zweitligaaufsteiger First Vienna FC verliehen.   
Nach zwei Leihjahren bei der Vienna, in denen er zu 36 Ligaeinsätzen kam, wurde er im Sommer 2011 endgültig von Rapid verpflichtet. 2012 wechselte Toth zum SV Horn, wo er insgesamt 72 Ligaspiele bestritt, bevor er im Jänner 2017 zur Vienna zurückkehrte, die nunmehr in der drittklassigen Regionalliga Ost spielte.
Zur Saison 2017/18 kehrte er zum SV Horn zurück. Mit Horn konnte er zu Saisonende in die 2. Liga aufsteigen. Zur Saison 2020/21 kehrte er zur viertklassigen Vienna zurück. Mit der Vienna stieg er zu Saisonende zunächst in die Regionalliga und dann auch am Ende der Saison 2021/22 in die 2. Liga auf. In der 2. Liga kam er 2022/23 zu elf Einsätzen.
Zur Saison 2023/24 kehrte Toth zum Regionalligisten SC Neusiedl am See zurück, bei dem er einst seine Karriere begonnen hatte.

### Nationalmannschaft
Von 2006 bis 2007 kam Toth insgesamt fünf Mal in der U-18 und U-19 Nationalmannschaft Österreichs zum Einsatz.

## Sonstiges
Neben seinem Vater, der als Trainer seines Stammvereins SC Neusiedl am See fungiert, ist sein Bruder Daniel ebenfalls Profifußballspieler und steht derzeit beim österreichischen Bundesligisten FC Admira Wacker Mödling unter Vertrag.